# Dropout Boogie
Dropout Boogie — одиннадцатый студийный альбом американской блюзовой рок-группы The Black Keys, выпущенный лейблами Easy Eye Sound и Nonesuch Records 13 мая 2022 года. Альбому предшествовал выпуск двух синглов: ведущего сингла «Wild Child», который был выпущен 10 марта 2022 года одновременно с анонсом альбома, и «It Ain’t Over», который был выпущен 27 апреля 2022 года.
Dropout Boogie получил положительные отзывы от музыкальных критиков и был номинирован на 65-й ежегодной премии Грэмми в категориях «Лучший рок-альбом» и «Лучшее рок-исполнение» за ведущий сингл «Wild Child».

## История
Работа над альбомом Dropout Boogie началась летом 2021 года, когда The Black Keys сначала разработали концепцию альбома как дуэт, а затем пригласили к сотрудничеству нескольких музыкантов, таких как Грег Картрайт из Reigning Sound и Билли Гиббонс из ZZ Top, который является давним другом дуэта. Альбом был записан в студии Easy Eye Sound Дэна Ауэрбаха в Нэшвилле, штат Теннесси.

## Отзывы
| Совокупная оценка   | Совокупная оценка |
| Источник            | Оценка            |
| ------------------- | ----------------- |
| AnyDecentMusic?     | 6.9/10            |
| Metacritic          | 73/100            |
| Оценки критиков     |                   |
| Источник            | Оценка            |
| AllMusic            | [ 8 ]             |
| American Songwriter | [ 9 ]             |
| DIY                 | [ 10 ]            |
| NME                 | [ 11 ]            |
| Pitchfork           | 6.0/10            |
| PopMatters          | 7/10              |
| Rolling Stone       | [ 14 ]            |

Альбом получил положительные отзывы музыкальной критики и интернет-изданий.
На сайте Metacritic, который присваивает нормализованную оценку из 100 баллов на основе рецензий из основных изданий, альбом получил 73 балла на основе 12 критических рецензий, что указывает на «в целом благоприятные отзывы». Агрегатор AnyDecentMusic? присвоил альбому оценку 6,9 на основе своей оценки критического консенсуса. Хэл Хоровиц из American Songwriter дал альбому четыре из пяти звёзд и завершил свою рецензию словами: «Слава, богатство и влияние не притупили первоначальный импульс [группы], что ясно прослеживается в гипнотической, неприкрашенной атмосфере, созданной на протяжении всего великолепного Dropout Boogie». Стивен Томас Эрлевайн, пишущий для AllMusic, также дал альбому четыре звезды из пяти и отметил, что материал в альбоме «кажется в некотором роде открытым и живым» в отличие от последних работ группы, и добавил, что альбом в целом «создаёт впечатление музыкального автомата, наполненного кучей откопанных драгоценных камней».

## Список композиций
| №                   | Название                                   | Автор(ы)                                                     | Длительность |
| ------------------- | ------------------------------------------ | ------------------------------------------------------------ | ------------ |
| 1.                  | «Wild Child»                               | Dan Auerbach Patrick Carney Angelo Petraglia Greg Cartwright | 2:44         |
| 2.                  | «It Ain't Over»                            | Auerbach Carney Cartwright                                   | 3:48         |
| 3.                  | «For the Love of Money»                    | Auerbach Carney Petraglia                                    | 3:31         |
| 4.                  | «Your Team Is Looking Good»                | Auerbach Carney                                              | 3:05         |
| 5.                  | «Good Love» (при участии Billy F. Gibbons) | Auerbach Carney Billy Gibbons                                | 3:37         |
| 6.                  | «How Long»                                 | Auerbach Carney                                              | 3:20         |
| 7.                  | «Burn the Damn Thing Down»                 | Auerbach Carney                                              | 2:57         |
| 8.                  | «Happiness»                                | Auerbach Carney                                              | 3:44         |
| 9.                  | «Baby I'm Coming Home»                     | Auerbach Carney Cartwright                                   | 3:08         |
| 10.                 | «Didn't I Love You»                        | Auerbach Carney                                              | 4:01         |
| Общая длительность: | Общая длительность:                        | Общая длительность:                                          | 33:55        |

## Участники записи
- Дэн Ауэрбах — вокал, гитара, бас.
- Патрик Карни — ударные, продюсирование, перкуссия.

## Чарты
| Чарт (2022)                            | Высшая позиция |
| -------------------------------------- | -------------- |
| Австралия (ARIA)                       | 35             |
| Австрия (Ö3 Austria)                   | 7              |
| Бельгия/Фландрия (Ultratop)            | 9              |
| Бельгия/Валлония (Ultratop)            | 6              |
| Канада (Canadian Albums Chart)         | 8              |
| Нидерланды (Album Top 100)             | 7              |
| Финляндия (Suomen virallinen lista)    | 27             |
| Германия (Offizielle Top 100)          | 11             |
| Венгрия (MAHASZ)                       | 9              |
| Ирландия (Irish Albums Chart)          | 33             |
| Италия (Classifica album)              | 42             |
| Новая Зеландия (RMNZ)                  | 6              |
| Польша (ZPAV)                          | 36             |
| Португалия (AFP)                       | 5              |
| Шотландия (Scottish Albums Chart)      | 3              |
| Испания (PROMUSICAE)                   | 18             |
| Швейцария (Schweizer Hitparade)        | 6              |
| Великобритания (UK Albums Chart)       | 5              |
| США (Billboard 200)                    | 8              |
| США (Billboard Top Alternative Albums) | 2              |
| США (Billboard Top Rock Albums)        | 2              |